# HMS Jervis (F00)
«Джервіс» (F00) (англ. HMS Jervis (F00) — військовий корабель, лідер ескадрених міноносців типу «J» Королівського військово-морського флоту Великої Британії за часів Другої світової війни.
«Джервіс» був закладений 26 серпня 1937 року на верфі компанії Hawthorn Leslie and Company, в містечку Геббурн. 8 травня 1939 року увійшов до складу Королівських ВМС Великої Британії.

## Історія служби
У червні 1944 року «Джервіс» увійшов до складу ескортного угруповання ВМС, що підтримувало висадку морського десанту на плацдарм «Голд» у Нормандії. «Джервіс» діяв разом з есмінцями «Гренвіль», «Ольстер», «Улісс», «Андонтед», «Андін», «Урса», «Арчін», «Уранія» та ескортними міноносцями «Кеттісток», «Коттесмор», «Пітчлі» і польським «Краков'як», забезпечуючи артилерійську підтримку військам, що висадилися на плацдарм.